# Göte Hedenquist
Göte Anders Vilhelm Hedenquist, född 29 april 1907 i Norrköpings Sankt Olai församling, Östergötlands län, död 3 juli 1996 i Gottsunda församling, Uppsala län, var en svensk präst och missionär.
Göte Hedenquist var föreståndare för Svenska Israelsmissionens missionsstation i Wien (Schwedische Mission Stockholm, Missionsstation Wien) mellan 1936 och 1940. Tillsammans med Hans Kosmala redigerade han tidskriften Aus zwei Welten från 1936 till 1938. Efter Anschluss 1938 medverkade han att hjälpa uppemot 3.000 förföljda judar att lämna landet, ungefär 300 till Sverige.
Efter andra världskriget arbetade han på Kyrkornas Världsråd i Genève och på Svenska Israelsmissionen i Stockholm. Han blev hedersdoktor på universitetet i Münster.